# NGC 7490
NGC 7490 (również PGC 70526 lub UGC 12379) – galaktyka spiralna (Sbc), znajdująca się w gwiazdozbiorze Pegaza. Odkrył ją Édouard Jean-Marie Stephan 11 października 1879 roku.